# Keith Robinson (actor)
Keith Robinson (nacido el 17 de enero de 1976) es un actor estadounidense y cantante de R&B.

## Biografía
Robinson nación en Louisville, Kentucky, creció en Greenville (Carolina del Sur) y en Evans (Georgia) en el suburbio de Augusta, y más tarde se mudó a Atlanta. Mientas asistía a la Universidad de Georgia, firmó un contrato de grabación con Motown Records, aunque la marca nunca llegó a usar su material.

## Carrera
Ya en Los Ángeles y convertido en actor, consiguió el papel protagonista para la serie de televisión Power Rangers Lightspeed Rescue como Joel Rawlings, el Power Ranger verde. Cuando la serie finalizó, apareció en películas como Fat Albert y Mimic 3: Sentinel. Además también apareció en series de televisión como American Dreams, Monk y Over There.
Más recientemente, apareció en el papel de C.C. White en la película adaptada del musical de Broadway, Dreamgirls. La película incluye la versión de Robinson de la canción de Dreamgirls "Family". Robsinson se unió a sus compañeros de reparto para reprsentar la canción "Patience", una de las nuevas canciones escritas para la película, en la 79.º Ceremonia de los Oscar. Apareció en la película This Christmas. 
Robinson y Obba Babatundé (quien interpretó a C.C. White en la producción original de Dreamgirls en Broadway) tuvieron papeles periódicos en la serie de la UPN, Half & Half.
Recientemente ha interpretado el papel de Chester Fields en Canterbury's Law, de Fox.

## Discografía

### Álbumes
- 1989: Perfect Love
- 1997: Peaceful Flight
- 2002: The Stages Of Our Love
- 2010: Gurl single
- 2010: DJ Lady single

## Filmografía

### Cine
- When We Were Kings (1996)
- Mau Mau Sex Sex (2000)
- Mimic 3: Sentinel (2003)
- Fat Albert (2004)
- The Reading Room (2005) (Película para televisión)
- Dreamgirls (2006)
- This Christmas (2007)
- Foundation (2010)
- Dear John (2010)
- 35 and Ticking (2011) - Phil
- Get on Up (2014) - Baby Roy

### Televisión
- Power Rangers Lightspeed Rescue (2000)
- Power Rangers Time Force 1 episodio (2001)
- ER (2001) 3 episodios
- American Dreams (2002–2005)
- Monk (2002–2009)
- Half & Half (2002–2006)
- Over There (2005)
- Canterbury's Law (2008)
- Castle (2010) 1 episodio
- Saints & Sinners (2016)